# Bolsa de Shanghái
La Bolsa de Shanghái (en inglés: Shanghai Stock Exchange, SSE) es el mercado de valores más grande en China continental. Está gobernada por la Comisión Reguladora del Mercado de Valores de China (China Securities Regulatory Comision, CRSC). La Bolsa de Shanghái está situada en Shanghái y fue establecida el 26 de noviembre de 1990. La Bolsa de Shanghái cuenta con una capitalización (año 2006) de 915 mil millones de dólares.
Es una de las tres bolsas de valores que operan de forma independiente en la República Popular de China, las otras dos son la Shenzhen Stock Exchange y la Bolsa de Hong Kong. A diferencia de la Bolsa de Hong Kong, la Shanghái Stock Exchange todavía no está totalmente abierta a los inversores extranjeros debido al estricto control ejercido por las autoridades de China continental.
A finales de 2007 la Bolsa de Shanghái tenía 860 empresas listadas con una capitalización de mercado combinada de 3,95 mil millones de dólares, lo que la convierte en la más grande de China y la segunda más grande del mundo. Es una organización no lucrativa administrada directamente por la Comisión Reguladora de Valores de China (CRV).

## Cronología
- 1866 - La primera lista de acciones aparece en junio.
- 1871 - Estallido de la burbuja especulativa provocada por el pánico monetario.
- 1883 - La crisis de crédito da como resultado la especulación en las empresas chinas.
- 1890 - La crisis Bancaria comienza desde Hong Kong.
- 1891 - La "Shanghai Sharebrokers Association" se estable.
- 1895 - Tratado de Shimonoseki abre el mercado chino a los inversores extranjeros.
- 1904 - Se re-nombra a "Shanghai Stock Exchange".
- 1909-1910 - Auge del caucho.
- 1911 - Revolución y la abdicación de la dinastía Qing. Fundación de la República de China.
- 1914 - Mercado cerrado por algunos meses debido a la Gran Guerra (Primera Guerra Mundial).
- 1919 - Especulación en acciones de algodón.
- 1925 - Segundo auge del caucho.
- 1929 - "Shanghai Securities & Commodities Exchange" y "Shanghai Chinese Merchant Exchange" se fusionaron en la "Shanghai Stock Exchange".
- 1931 - Incursión de las fuerzas japonesas en el norte de China.
- 1930 - El mercado estaba dominado por los movimientos de precio de las acciones de caucho.
- 1941 - El mercado cierra el viernes 5 de diciembre. Las tropas japonesas ocupan Shanghái.
- 1946-1949 - reanudación temporal de la Bolsa de Shanghái hasta la toma del poder comunista. Fundación de la República Popular de China en 1949.
- 1978 - Deng Xiaoping vuelve a abrir China al resto del mundo.
- 1981 - La realización de operaciones en bonos del tesoro se reanudaron.
- 1984 - Las acciones de empresas y los bonos corporativos surgen en Shanghái y otras pocas ciudades.
- 1990 - La presente "Shanghai Stock Exchange" reabrió el 26 de noviembre y entró en funcionamiento el 19 de diciembre.
- 1992 - La "Inspección del sur de Deng Xiaoping" salvó el mercado de capitales de China y las dos bolsas de valores (la otra es la Bolsa de Shenzhen)[5][6]
- 2001-2005 - Una caída del mercado de cuatro años vio el valor de mercado de Shanghái reducido a la mitad (tras haber alcanzado un pico en el 2001). La prohibición de nuevas oficinas de propiedad industrial se puso en abril de 2005 para frenar la caída y permitir que más de 200 mil millones de dólares de EE. UU., en su mayoría de propiedad estatal se convierten en acciones negociables.
- 2006 - La SSE reanuda el pleno funcionamiento cuando la prohibición de un año de duración en Oferta pública de ventas fue levantada en mayo. La oferta pública de venta más grande del mundo (21,9 mil millones dólares) OPI por el Industrial and Commercial Bank of China (ICBC) se puso en marcha en los mercados de valores de Shanghái y Hong Kong.[7]
- 2007 - Ocurre un "frenesí del mercado de valores", cuando comerciantes especuladores acometen en el mercado, haciendo el intercambio de valores de China temporalmente la segunda del mundo en términos de volumen de negocios.[8] Los temores de una burbuja en el mercado y la intervención de las autoridades causó gran fluctuación no visto desde la última década.[9][10]
- 2008 - Después de alcanzar un récord de 6,124.044 puntos el 16 de octubre del 2007,[11] el Índice Compuesto de Shanghái cerró el 2008 estableciendo un récord de 65%[12] debido principalmente al impacto de la crisis económica mundial que comenzó a mediados de 2008.

## 10 más grandes compañías listadas
Fuente: Shanghai Stock Exchange (market values in RMB/Chinese Yuan). datos organizados por valor de mercado. Actualizado el 19 de marzo de 2008
- 1. PetroChina (3,656.20 mil millones)
- 2. Industrial and Commercial Bank of China (1,417.93 mil millones)
- 3. Sinopec (961.42 mil millones)
- 4. Banco de China (894.42 mil millones)
- 5. China Shenhua Energy Company (824.22 mil millones)
- 6. China Life (667.39 mil millones)
- 7. China Merchants Bank (352.74 mil millones)
- 8. Ping An Insurance (272.53 mil millones)
- 9. Bank of Communications (269.41 mil millones)
- 10. China Pacific Insurance (256.64 mil millones)